# San Michele (Ripalta Cremasca)
San Michele (San Michél in dialetto cremasco) è una frazione del comune italiano di Ripalta Cremasca, in Lombardia.

## Storia
Il console della vicinia di San Michele è citato negli statuto del  1536: la località apparteneva all'elenco delle vicinie di Porta Serio. Risulta comune autonomo anche alla fine del XVII secolo, ma dipendente da Porta Rivolta.
In applicazione alla legge del 24 luglio 1802 il Comune fu soppresso ed aggregato a Crema, situazione confermata da alcuni decreti del 1807.
Nel 1816, durante il Regno Lombardo-Veneto, la piccola borgata ritornò autonoma allargando la sua giurisdizione ed assumendo la denominazione di Comune di San Michele con San Bartolomeo de' Morti. Mantenne la sua indipendenza amministrativa anche sotto il neonato Regno d'Italia, assumendo nel 1862 la nuova denominazione di San Michele Cremasco.
Il Comune fu soppresso nel 1875 ripartendo il territorio fra Crema (San Bartolomeo ai Morti) e Ripalta Nuova (San Michele).